# The Beauty Queen of Leenane
La bella regina di Leenane (The Beauty Queen of Leenane) è un'opera teatrale del drammaturgo irlandese Martin McDonagh, debuttata a Galway nel 1996. La pièce è la prima parte della Trilogia di Leenane di McDonagh e ha goduto di successo internazionale con le sue produzioni a Londra (1996 e 2010), Australia (1999) e New York (1998 e 2017).

## Trama
Maureen Folan è una quarantenne single che si prende cura della madre, la settantenne Mag, nella loro isolata casa a Leenaun. Mag è disabile e costretta su una sedia a dondolo, ma tiranneggia sulla figlia nonostante l'invalidità. Mentre Maureen è fuori a fare la spesa, la signora Folan riceve una visita dal giovane Ray Dooley, che le invita alla festa dello zio, che sta per partire per l'America. Mag finge di non ricordarsi il messaggio e Ray glielo scrive prima di andarsene. Appena il ragazzo ha lasciato casa sua, Mag brucia il biglietto; ma le manie di controllo della donna vengono frustrate: nella strada per casa, Maureen ha incontrato Ray, che le ha riferito il messaggio. Dato che la madre ha negato di aver ricevuto visite, Maureen capisce che Mag ha mentito e la punisce facendole bere latte cagliato.
Maureen si compra un bel vestito per la festa, in cui rivede Pato, il fratello di Ray, e lo porta a casa. Maureen è inesperta in fatto di uomini, è vergine e ne ha baciati solo un paio, ma con Pato scocca la scintilla e i due vanno in camera da letto. Anche se i due non si erano quasi mai parlati prima d'allora, Pato confessa a Maureen di aver sempre pensato che lei fosse la "reginetta di bellezza di Leenane" ("the beauty queen of Leenane"). La mattina dopo Mag svuota il vaso da notte nel lavandino - un'abitudine che disgusta Mag - e rimane stupefatta nel vedere Pato uscire dalla camera della figlia, presto seguita da Maureen, con addosso solo la biancheria. Per ripicca, Mag dice a Pato che è stata Maureen a ustionarle la mano e che in realtà non è Maureen la sua tutrice, ma il contrario: Mag si occupa della figlia da quando l'ha fatta dimettere dall'ospedale psichiatrico inglese in cui era stata rinchiusa. Mag va a cercare le carte che lo provano e, mentre è via, Maureen si scusa per i vaneggiamenti della madre, che si è bruciata la mano cucinando. Ammette però di aver avuto un esaurimento nervoso in Inghilterra, dove lavorava come donna delle pulizie e veniva vessata dai colleghi per le sue origini irlandesi. Mag ritorna con i documenti, ma Pato la ignora e saluta Maureen, dicendole che le avrebbe scritto presto.
Pato torna in Inghilterra, dove lavora come muratore, e scrive a Maureen per dirle che si trasferirà a Boston per lavorare con lo zio; nella lettera Pato si scusa per la sua impotenza della notte passata con Maureen, dovuta al troppo alcol. L'uomo invita Maureen alla sua festa d'addio e le chiede di unirsi a lui nel suo viaggio a Boston. Pato manda la lettera a Ray, con le precise istruzioni di consegnarla soltanto a Maureen, ma Ray cede alle insistenze di Mag e lascia la lettera all'anziana, che la legge e la brucia. La sera della festa d'addio di Pato, Maureen e Mag sono sole in casa e la figlia - che sa della festa e crede di non essere stata invitata - finge di essere stata lei a troncare la relazione con Pato, di cui vanta le prodezze sessuali. Ma Mag, che sa la verità, accenna all'impotenza di Pato, rivelando così di aver letto una lettera mai pervenuta a Maureen. La donna più giovane allora tortura la madre con olio bollente, finché la vecchia non confessa di aver distrutto la lettera d'amore di Pato. Scoperta la verità, Maureen si mette il vestito della festa e corre da Pato.
Maureen torna a casa dopo mezzanotte e racconta di essersi incontrata con Pato nella stazione dei treni, dove si sono giurati amore eterno. Nel mezzo della storia, Mag cade a terra con la testa spaccata: la figlia le ha fracassato il cranio con l'attizzatoio. Un mese dopo, Mag viene sepolta dopo un'inchiesta che ha scagionato Maureen e Ray viene a trovarla. Dalla loro conversazione si evince che il racconto di Maureen è una bugia: la donna non ha mai rincontrato Pato, che se ne è andato in taxi e non in treno. Ray le dice anche che il fratello maggiore ora è fidanzato con una donna con cui ha ballato alla sua festa d'addio. Maureen congeda Ray e gli chiede di dire al fratello che la reginetta di bellezza di Leenane gli dice addio. Dopodiché, Maureen indossa il golfino della madre, si siede sulla sedia a dondolo e comincia a comportarsi come Mag.

## Produzioni
La pièce debuttò al Town Hall Theatre di Galway il 1º febbraio 1996, prodotto dalla Druid Theatre Company. Successivamente, il dramma debuttò al Royal Court Theatre di Londra il 29 febbraio dello stesso anno, prima di andare in tournée a Cork, Kerry, Limerick, Fermanagh, Donegal e nel Derry e ritornare sulle scene londinesi per alcuni mesi a partire dal 29 novembre 1996, al Duke of York's Theatre.
L'11 febbraio 1998 la pièce debuttò al Linda Gross Theatre dell'Off Broadway, prodotto dall'Atlantic Theatre Company; visto il grande successo, The Beauty Queen of Leenane fu immediatamente portato a Broadway, al Walter Kerr Theatre. Garry Hynes curava la regia e il cast era composto da: Anna Manahan (Mag), Marie Mullen (Maureen), Tom Murphy (Ray) e Brían F. O'Byrne (Pato). Il dramma vinse il Drama Desk Award alla migliore opera teatrale, mentre Manahan, Mullen e Murphy vinsero il Tony Award per le loro interpretazioni, così come Hynes per la regia.
Nel 2011 la pièce torno in scena a Londra, al Young Vic Theatre, mentre nel 2017 la Brooklyn Academy of Music di New York ospitò un revival con Marie Mullen nel ruolo di Mag.